# Great Sand Dunes nationalpark
Great Sand Dunes nationalpark ligger i Saguache County och Alamosa County i delstaten Colorado, USA. Nationalparken är 342,6 km² stor. Som namnet antyder finns det stora sanddyner. På västra sidan finns en slätt och på östra sidan en bergskedja, Sangre de Cristo. Vinden blåser upp sanden som samlas intill berget och skapar enorma sanddyner.

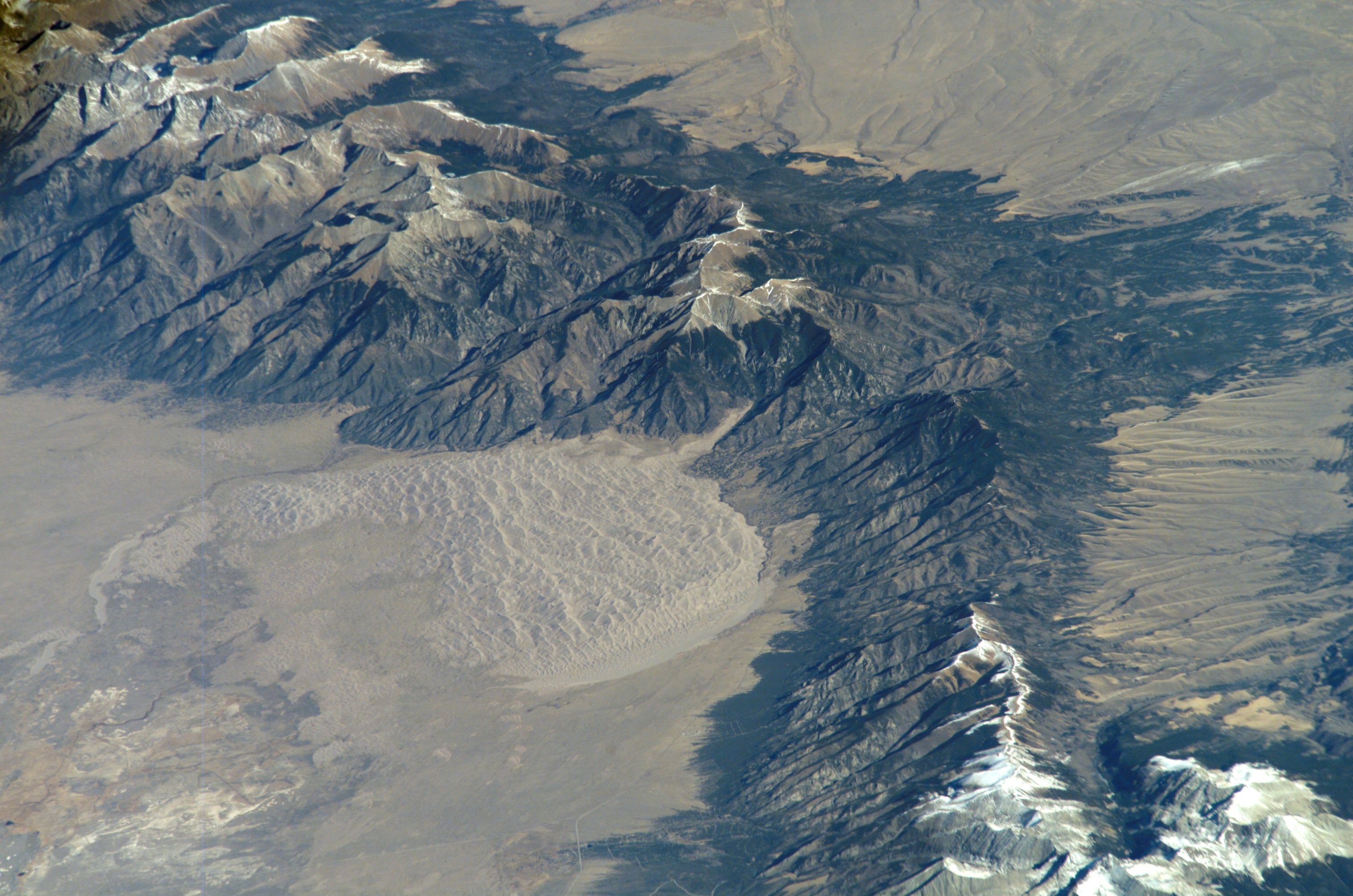
Flygfoto